# Alarico
Alarico I (Ilha de Peuce, no delta do Danúbio, ca. 370 – junto ao rio Busento, em Cosença, na Calábria, 410), conhecido segundo a Gética do escritor bizantino Jordanes como Alarico, o Calvo, foi um rei visigótico da dinastia dos Baltos. Foi o primeiro líder germânico a tomar a cidade de Roma, no famoso saque de Roma em 410.

## Ataque ao Império Romano do Oriente

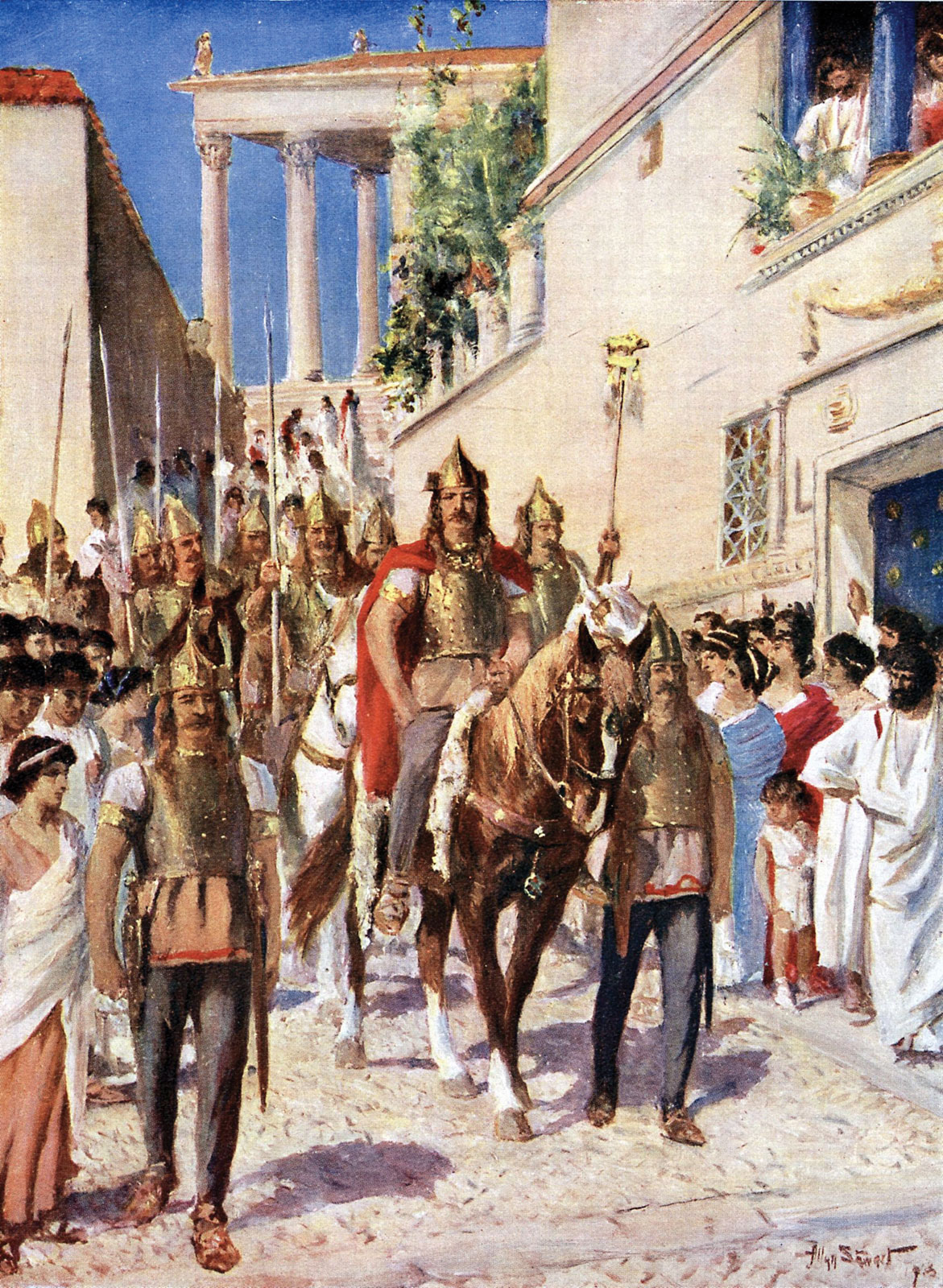
Entrada de Alarico em Atenas
Autor desconhecido, século XX

No século IV era comum o Império Romano utilizar-se de bárbaros como tropas auxiliares, oriundas de povos federados, em suas campanhas militares, sob o comando dos generais romanos. Alarico foi líder de um grupo de soldados e serviu sob o imperador Teodósio I até à morte desse em 395. O império divide-se de novo na sucessão entre irmãos: o Império Romano do Oriente, com Arcádio e o Império Romano do Ocidente, com Honório.
Depois disso, Alarico viu a possibilidade de seus godos criarem um reino para si. Assim, Alarico foi levantado sobre um escudo e proclamado rei da nação livre dos godos. Essa consagração foi inovadora, porque antes os godos eram governados por "juízes" para resolverem disputas entre si.
No primeiro ataque ao Império Romano do Oriente, liderou sua nação contra Constantinopla, mas foi repelido, tendo depois saqueado a Grécia e conquistado cidades como Esparta, Corinto e Argos. Só Atenas, que se rendeu, foi poupada, segundo Zósimo (História Nova, 5.134), porque viu as estátuas de Atena e Aquiles em postura heroica, e «Alarico foi tomado pelo terror com essa visão, abandonando a tentativa de invadir a cidade». Outra versão diz que Atenas foi salva apenas por pagar uma fortuna e realizar um farto banquete, já Corinto, Argos, Esparta e Mégara não tiveram a mesma sorte. Durante as invasões as povoações eram incendiadas e seus habitantes, escravizados.
O general Estilicão, do Ocidente avançou sobre Alarico, que escapou, suspeitando-se de ter recebido uma ajuda de Eutrópio, já que depois aparece nomeado por Arcádio, Imperador do Oriente, como prefeito da província de Ilíria. Alarico seria usado neste conflito do Império Romano entre o Oriente, com Arcádio, e o Ocidente, com seu irmão Honório.

## Cercos e saques a Roma

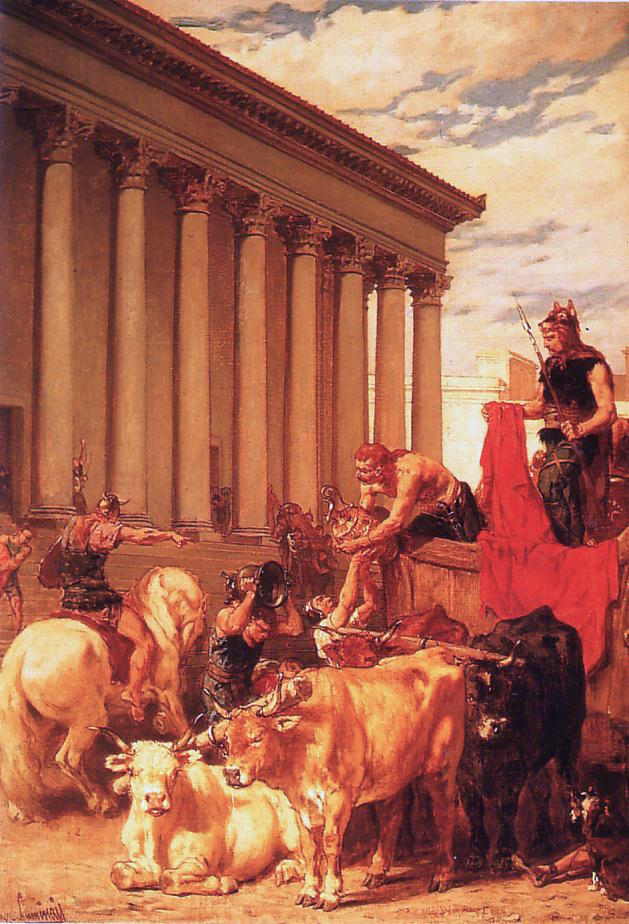
O Saque de Roma
Por Évariste Vital Luminais
Sherpherd Gallery
Nova Iorque

Tal como Radagaiso, Alarico foi encaminhado para Roma por uma voz num bosque sagrado, segundo escreveu o poeta Claudiano. Porém Alarico era cristão, e terá até interrompido o saque do Piemonte para celebrar a Páscoa, tendo sido aí surpreendido por Estilicão, menos cristão e mais pragmático nesse aspecto.
Estilicão já antes tinha derrotado Radagaiso em 406, que conduzia um grande exército em direcção a Roma:
Foi derrotado num dia, de forma tão rápida e total que nem mesmo um único romano foi ferido, muito menos morto, enquanto muito mais de 100 mil inimigos foram mortos, e Radagaiso e seus filhos foram capturados e prontamente mortos, recebendo a punição que mereciam. (Santo Agostinho, A Cidade de Deus (23)
Ambos os lados do Império procuraram usar Alarico em seu favor, e Estilicão contava consigo para colocar a Ilíria sob domínio ocidental. No entanto, a operação foi suspensa pela morte do imperador oriental, Arcádio, e Alarico exigia uma indemnização que Estilicão acabou por pedir ao senado romano, no valor de 1400 quilos de prata (Zósimo, 5.156). No entanto, essa negociação foi distorcida por inimigos de Estilicão, como sendo uma manobra do próprio visando o trono de Honório. Estilicão foi executado em 408.
Com a morte de Estilicão, seguiu-se uma perseguição geral e massacre aos germânicos residentes em Itália, que constituíam ainda a maior parte das fileiras do exército romano. Estava assim aberto o caminho para Alarico cair sobre Roma e em 408 fez um cerco prolongado: 
"O senado vociferou, depois implorou e, depois — com os rumores de canibalismo correndo por toda a cidade — perguntou a Alarico quanto custaria para que ele se fosse. O preço foi tão alto que os emissários atônitos perguntaram o que Alarico pretendia lhes deixar. A resposta foi breve e direta: Suas vidas"
Por fim, Alarico concordou com um valor muito superior ao antes pedido (através de Estilicão): 2300 quilos em ouro, 13 600 quilos em prata, 4000 vestes de seda e tecidos finos, e uma grande quantidade de pimenta", evitando assim o saque que poderia contaminar o seu exército com a peste que grassava em Roma, devido ao cerco.

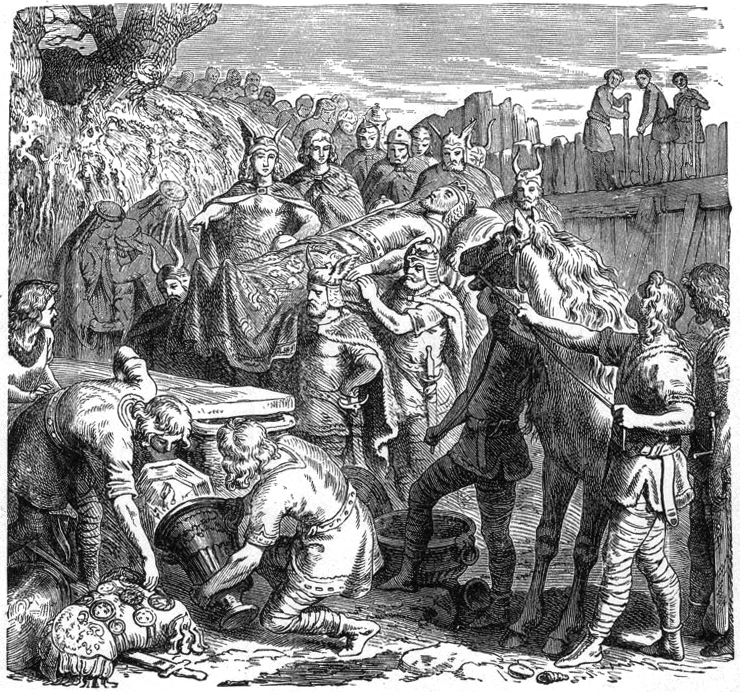
Enterro de Alarico
Heinrich Leutemann, 1895

O imperador Honório estava refugiado em Ravena, nova capital do império ocidental desde 402, de onde Alarico esperava nova negociação civilizada com a corte imperial, tendo em vista um reino para o seu povo, mas viu-se alvo de um ataque fulminante à vanguarda do seu exército. Como não conseguiu penetrar Ravena, fortemente murada e pantanosa, virou-se de novo contra Roma.

Alarico promoveu três cercos a Roma, o último dos quais culminou com o saque em 25, 26 e 27 de agosto de 410. Esse cerco foi mais breve que os anteriores, pois a Porta Salária foi aberta aos invasores, talvez para evitar os dramas de peste e fome dos cercos anteriores. Ao fim de quase oito séculos, Roma era subjugada por um exército invasor, o exército dos visigodos de Alarico. O saque de 410 não causou grande destruição, como depois ocorreria com os saques vândalos: 
No que se refere a saques, o de Roma, ocorrido em 24 de agosto de 410, foi bastante polido. Exceto um incêndio nos jardins de Salústio, os romanos perderam principalmente seu orgulho e suas posses. 
Ainda em 410, na tentativa de tomar a Sicília como terra para o seu povo, acaba por morrer subitamente, quando dos preparativos para atravessar o estreito de Messina. Seu corpo foi enterrado no leito do rio Busento, em local ainda desconhecido. Os escravos que cavaram seu túmulo (um profundo fosso) foram todos assassinados para que não revelassem o local do sepultamento. Atualmente, no local onde se acredita ter sido enterrado o corpo de Alarico, foi construída uma ponte que leva o seu nome, entre as igrejas de São Domingos e São Francisco de Paula, em Cosença.

## Rei Visigodo
Apesar de nunca ter pisado na Península Ibérica é considerado o primeiro rei Visigodo, na História de Espanha, onde o seu povo se estabeleceu após sua morte, conduzido pelo seu sucessor, Ataulfo.